# Ibn Warraq
Ibn Warraq es el seudónimo de un exitoso y controvertido autor de libros sobre el Islam nacido en 1946 en el seno de una familia musulmana de Rajkot, India. Actualmente vive en Estados Unidos. Es una de las voces críticas con lo que considera la naturaleza opresiva del Islam y de la religión en general. Su obra más conocida es  Por qué no soy musulmán (Why I Am Not a Muslim), concebida al modo en que Bertrand Russell lo hizo en Por qué no soy cristiano.
Por su condición de apóstata y de crítico del Islam, debe ocultar su identidad. Por ello se conocen pocos datos biográficos. Todo lo que se sabe es que nació en Rajkot, India en 1946 y, tras la creación de Pakistán, su familia se mudó a Karachi. Después fue enviado a estudiar a Gran Bretaña. Se licenció en Filología Árabe en la Universidad de Edimburgo, y fue alumno del prestigioso arabista no musulmán Montgomery Watt, que había escrito una biografía de Mahoma en dos volúmenes. Allí descubrió lo que considera la naturaleza perversa del Islam y decidió abjurar. Actualmente es jefe del departamento de investigación del Center for Inquiry en el estado de Nueva York, donde investiga los orígenes del Corán y la expansión del Islam.
El nombre Ibn Warraq (árabe: ابن وراق) es un seudónimo adoptado tradicionalmente por los autores disidentes a lo largo de la historia del Islam, derivado del filósofo agnóstico del siglo IX Ibn al-Warraq. Ibn Warraq ha escrito varias obras en las que ha tratado desde una perspectiva crítica y laica temas como los orígenes del Corán y la vida de Mahoma. En otros libros ha promovido también los valores laicos universalistas entre los musulmanes. Según propia confesión fue el caso Rushdie y el ascenso del islamismo lo que le empujó a escribir libros que cuestionasen los dogmas fundamentales del Islam y, en particular, los argumentos de los «apologistas occidentales del islamismo». Sostiene que las grandes civilizaciones islámicas del pasado fueron establecidas a pesar del Corán, no debido a él, y que solamente un Islam secularizado puede librar a los Estados musulmanes de la «locura fundamentalista».
En marzo de 2006 suscribió, junto a otros 11 intelectuales entre los que se encontraba el propio Salman Rushdie, el manifiesto «Una llamada a la libertad. Unidos hagamos frente al nuevo totalitarismo», respuesta a la virulenta reacción por unas caricaturas sobre Mahoma publicadas en un periódico danés.

## Obras
- 1995 – Why I Am Not a Muslim (Por qué no soy musulmán, Ediciones del Bronce, Barcelona, 2003 ISBN 84-8453-146-5).
- 1998 – Origins of the Koran: Classic Essays on Islam's Holy Book, publicado por Ibn Warraq, Prometheus Books, 1998, ISBN 1-57392-198-X
- 2002 – What the Koran Really Says: Language, Text, and Commentary, publicado y traducido por Ibn Warraq, Prometheus Books, 2002, ISBN 1-57392-945-X
- 2003 – Leaving Islam: Apostates Speak Out, Prometheus Books, 2003, ISBN 1-59102-068-9
- Quest for the Historical Muhammad, publicado y traducido por Ibn Warraq, Prometheus Books, 2000, ISBN 1-57392-787-2
- Un ensayo sobre la obra Orientalismo, de Edward Said: "Debunking Edward Said: Edward Said and the Saidists: or Third World Intellectual Terrorism"